# Oscar Fabián Ibarra
Óscar Fabián Ibarra Fredes (Teno, Chile, 14 de enero de 1978) es un exfutbolista chileno. Jugó de mediocampista en diversos clubes del país. Actualmente está radicado en su ciudad natal.

## Trayectoria
Llegó a Rangers el año 2000, con tan solo 22 años y proveniente desde Constitución Unido, club que en ese entonces militaba en la Tercera División. En Rangers estaría gran parte de su carrera, llegando justo con el ascenso del 2000 y siendo una pieza importante del subcampeonato del 2002. Sin embargo, y luego de seis años, se retira del club, específicamente posterior al descenso del año 2006.
En 2007 llega a Ñublense, elenco que justo el año anterior había ascendido a Primera División. En dicho equipo realiza un paso regular, sin embargo se retiraría a final de año, llegando a Cobresal.
En Cobresal alcanzaría una regularidad, y luego de dos años partiría a Deportes Puerto Montt donde finalmente se retiraría a los 32 años.

## Clubes

### Como jugador
| Club                  | País  | Año       | PJ  | Goles |
| --------------------- | ----- | --------- | --- | ----- |
| Rangers               | Chile | 2000-2006 | 130 | 18    |
| Ñublense              | Chile | 2007      | 19  | 2     |
| Cobresal              | Chile | 2008-2009 | 39  | 2     |
| Deportes Puerto Montt | Chile | 2010      | 23  | 1     |

### Como entrenador
| Club                    | País  |
| ----------------------- | ----- |
| Curicó Unido (femenino) | Chile |